# Gérard Latortue
Gérard Latortue (Les Gonaïves, 19 giugno 1934 – Boca Raton, 27 febbraio 2023) è stato un politico, diplomatico e funzionario haitiano.

## Biografia
A lungo funzionario ONU, fu ministro degli esteri per alcuni mesi nel 1988, sotto il governo di Leslie Manigat, e primo ministro dal 2004 al 2006.
Latortue è morto in Florida nel 2022, in seguito a una caduta. Aveva tre figli.